# اس.پی. پاراسورام
اس. پی. پاراسورام 
(به تلوگویی: S. P. Parasuram) فیلمی محصول سال ۱۹۹۴ و به کارگردانی راوی راجا پینستی است. در این فیلم بازیگرهایی همچون چیرانجیوی، سری دوی، شارات ساکسنا ایفای نقش کرده‌اند.